# Callabraxas amanda
Callabraxas amanda là một loài bướm đêm trong họ Geometridae.